# Copa Lipton
Pour les articles homonymes, voir Lipton (homonymie).

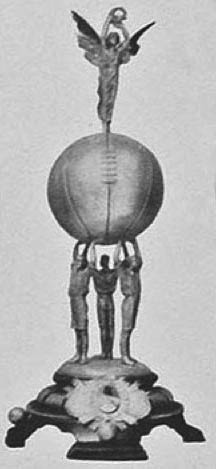
Le trophée de la Copa Lipton.

La Copa Lipton est une compétition de football qui opposait l'Argentine à l'Uruguay. Elle fut jouée 29 fois entre 1905 et 1992. La compétition fut créée par Thomas Lipton, commerçant et navigateur de plaisance écossais. 
De 1905 à 1917, les recettes des matchs étaient reversées à des œuvres de charité. Les matchs étaient alors joués chaque 15 août. 
De 1905 à 1929, la compétition fut jouée annuellement excepté en 1914, 1920, 1921, 1925, 1926. À partir de cette date, la Coupe fut jouée de manière épisodique. Les dernières éditions eurent lieu en 1976 et 1992.

## Palmarès
- Argentine (18) : 1906, 1907, 1908, 1909, 1913, 1915, 1916, 1917, 1918, 1928, 1937, 1942, 1945, 1957, 1962, 1968, 1976, 1992.
- Uruguay (11) : 1905, 1910, 1911, 1912, 1919, 1922, 1923, 1924, 1927, 1929, 1973.

## Les résultats
| Date              | Lieu         | Match               | Score    |
| 15 août 1905      | Buenos Aires | Argentine - Uruguay | 0-0 a.p. |
| 15 août 1906      | Montevideo   | Uruguay - Argentine | 0-2      |
| 15 août 1907      | Buenos Aires | Argentine - Uruguay | 2-1      |
| 15 août 1908      | Montevideo   | Uruguay - Argentine | 2-2      |
| 15 août 1909      | Buenos Aires | Argentine - Uruguay | 2-1      |
| 15 août 1910      | Montevideo   | Uruguay - Argentine | 3-1      |
| 15 août 1911      | Buenos Aires | Argentine - Uruguay | 0-2      |
| 15 août 1912      | Montevideo   | Uruguay - Argentine | 2-0      |
| 15 août 1913      | Avellaneda   | Argentine - Uruguay | 4-0      |
| 15 août 1915      | Buenos Aires | Argentine - Uruguay | 2-1      |
| 15 août 1916      | Montevideo   | Uruguay - Argentine | 1-2      |
| 15 août 1917      | Avellaneda   | Argentine - Uruguay | 1-0      |
| 20 septembre 1918 | Montevideo   | Uruguay - Argentine | 1-1      |
| 7 septembre 1919  | Buenos Aires | Argentine - Uruguay | 1-2      |
| 12 novembre 1922  | Montevideo   | Uruguay - Argentine | 1-0      |
| 24 juin 1923      | Buenos Aires | Argentine - Uruguay | 0-0      |
| 25 mai 1924       | Montevideo   | Uruguay - Argentine | 2-0      |
| 30 août 1927      | Buenos Aires | Argentine - Uruguay | 0-1      |
| 21 septembre 1928 | Montevideo   | Uruguay - Argentine | 2-2      |
| 28 septembre 1929 | Buenos Aires | Argentine - Uruguay | 0-0      |
| 11 novembre 1937  | Buenos Aires | Argentine - Uruguay | 5-1      |
| 25 août 1942      | Montevideo   | Uruguay - Argentine | 1-1      |
| 18 août 1945      | Montevideo   | Uruguay - Argentine | 2-2      |
| 5 juin 1957       | Buenos Aires | Argentine - Uruguay | 1-1      |
| 15 août 1962      | Buenos Aires | Argentine - Uruguay | 3-1      |
| 5 juin 1968       | Buenos Aires | Argentine - Uruguay | 2-0      |
| 17 mai 1973       | Buenos Aires | Argentine - Uruguay | 1-1      |
| 8 avril 1976      | Buenos Aires | Argentine - Uruguay | 4-1      |
| 23 septembre 1992 | Montevideo   | Uruguay - Argentine | 0-0      |